# Radio (canção de Beyoncé)
"Radio" é um música da cantora americana de R&B Beyoncé, do seu terceiro álbum de estúdio I Am... Sasha Fierce de 2008. Essa música foi lançada na Holanda em vez de Broken-Hearted Girl, ela ficou na 14ª posição no Dutch Top 40 da Holanda. Para promover melhor a música, ela foi usada em diversos comerciais de televisão holandesa e foi lançada como airplay nas rádios da holandesa

## Desempenho
| Tabelas musicais (2009)           | Melhor posição |
| --------------------------------- | -------------- |
| Países Baixos - Dutch Top 40      | 14             |
| Países Baixos - Dutch Urban Chart | 5              |